# Enheduanna (krater)
Enheduanna är en nedslagskrater på planeten Merkurius, med en diameter på ungefär 105 kilometer.
2024 uppkallade den efter poeten En Hedu'anna.